# Libro de horas de Jeanne d'Évreux
El Libro de horas de Jeanne d'Evreux es un libro de horas medieval realizado por Jean Pucelle por orden de Carlos IV el Hermoso (rey de Francia 1322-1328) para su esposa Juana de Evreux, probablemente con motivo de su coronación. Fue compuesto en París entre 1325 y 1328. De ello se desprende la liturgia de las horas de los dominicanos.

## Historia
A la muerte de Jeanne en 1371, este manuscrito iluminado pasa a Carlos V de Francia, después a su hermano, el duque Jean de Berry (1.340-1.416). Un inventario de la biblioteca menciona en 1401 el manuscrito como: «ítem unas pequeñas horas de Nuestro Corona, nombradas Horas de Pucelle, Manuscrito iluminado de blanco y de negro, el uso de los Predicadores». El duque de Berry hace reproducir figuras grotescas a sus Grandes Horas.
Entra más tarde en posesión del barón Louis-Jules del Châtelet en el siglo XVII y el XIX en la colección de los varones Edmond y Alphonse de Rothschild. El barón Mauricio de Rothschild lo vende en 1954 al Museo Metropolitano de Arte de Nueva York, donde se ha conservado en The Cloisters.

## Descripción
El manuscrito comprende 209 páginas de 94 mm sobre 64 mm con un texto en latín y veinticinco miniaturas de plena página con aproximadamente setecientas pequeñas figuras marginales en los folios. Las miniaturas se han hecho según la técnica de la grisalla, de la que Pucelle estaba familiarizado desde una estancia en Italia. La perspectiva de la casa de la Virgen de la Anunciación está tratada al modo de Duccio.
Los expertos consideran que es el único manuscrito de Pucelle quién es totalmente de su mano. Las miniaturas del libro de horas se han dividido en tres ciclos: los dos primeros han consagrado a la Pasión de Cristo, el tercer describe la vida del rey san Luis (canonizado en 1297) en nueve episodios, lo que hizo en la época que fuera un objeto de gran valor por el Tribunal de Francia. La finura de los trazos y la ausencia casi completa de colores traducido del ascetismo que quiso trasmitir Jean Pucelle. Se observa igualmente, como en el Bréviaire de Belleville (1323-1326), una influencia italiana, con dominio y elegancia del gusto francés.

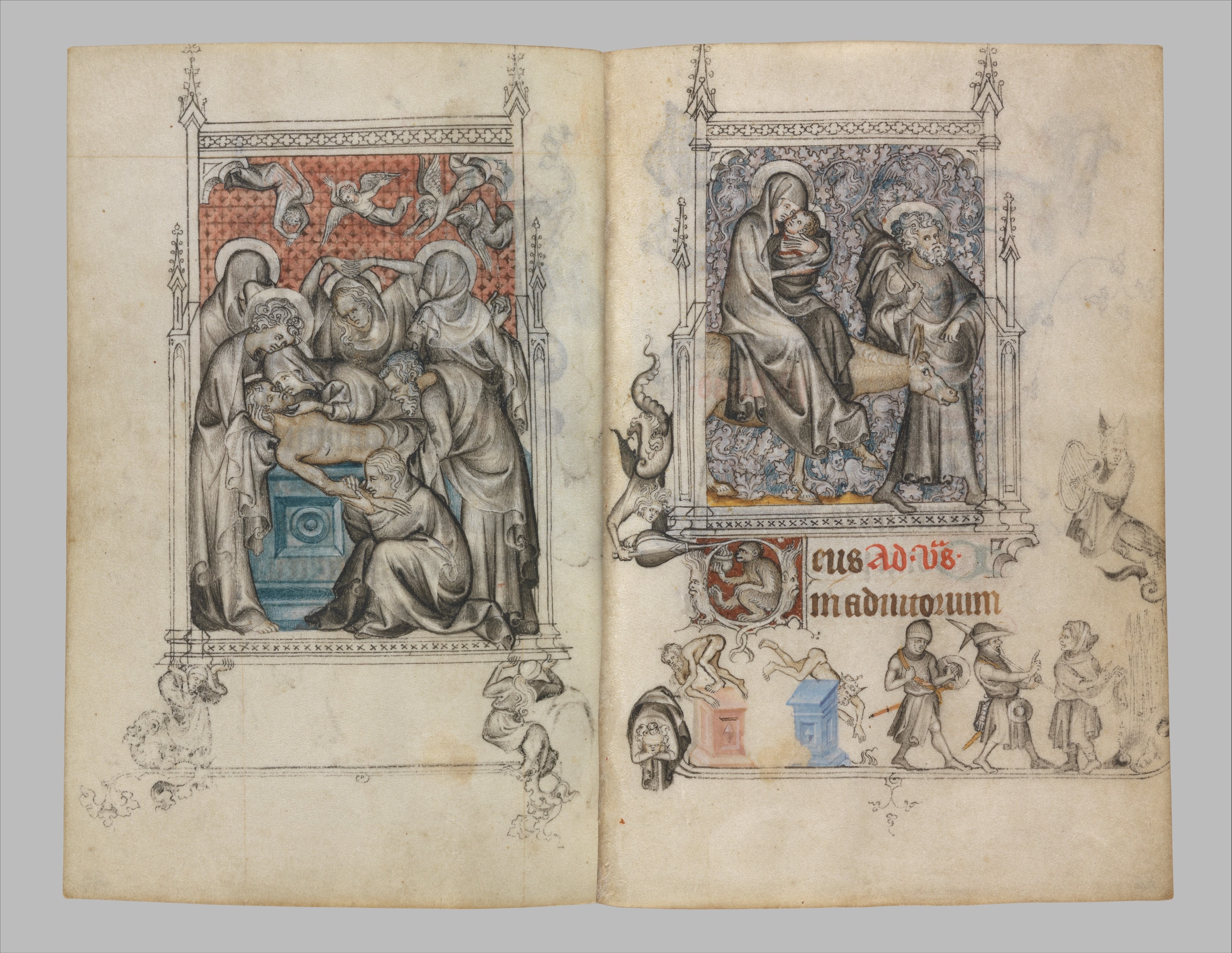
Lamentación y Huida a Egipto
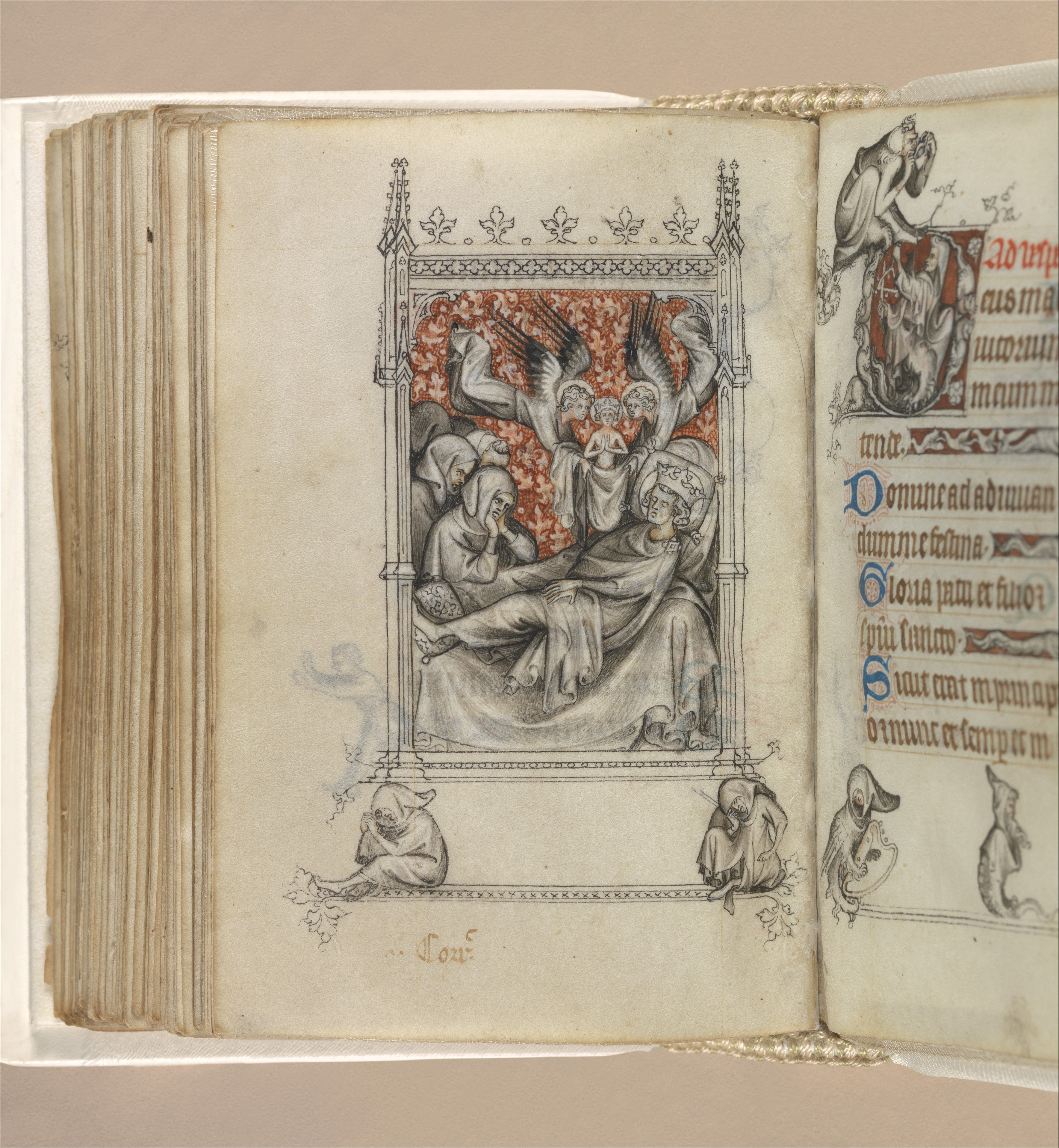
Muerte de san Luis
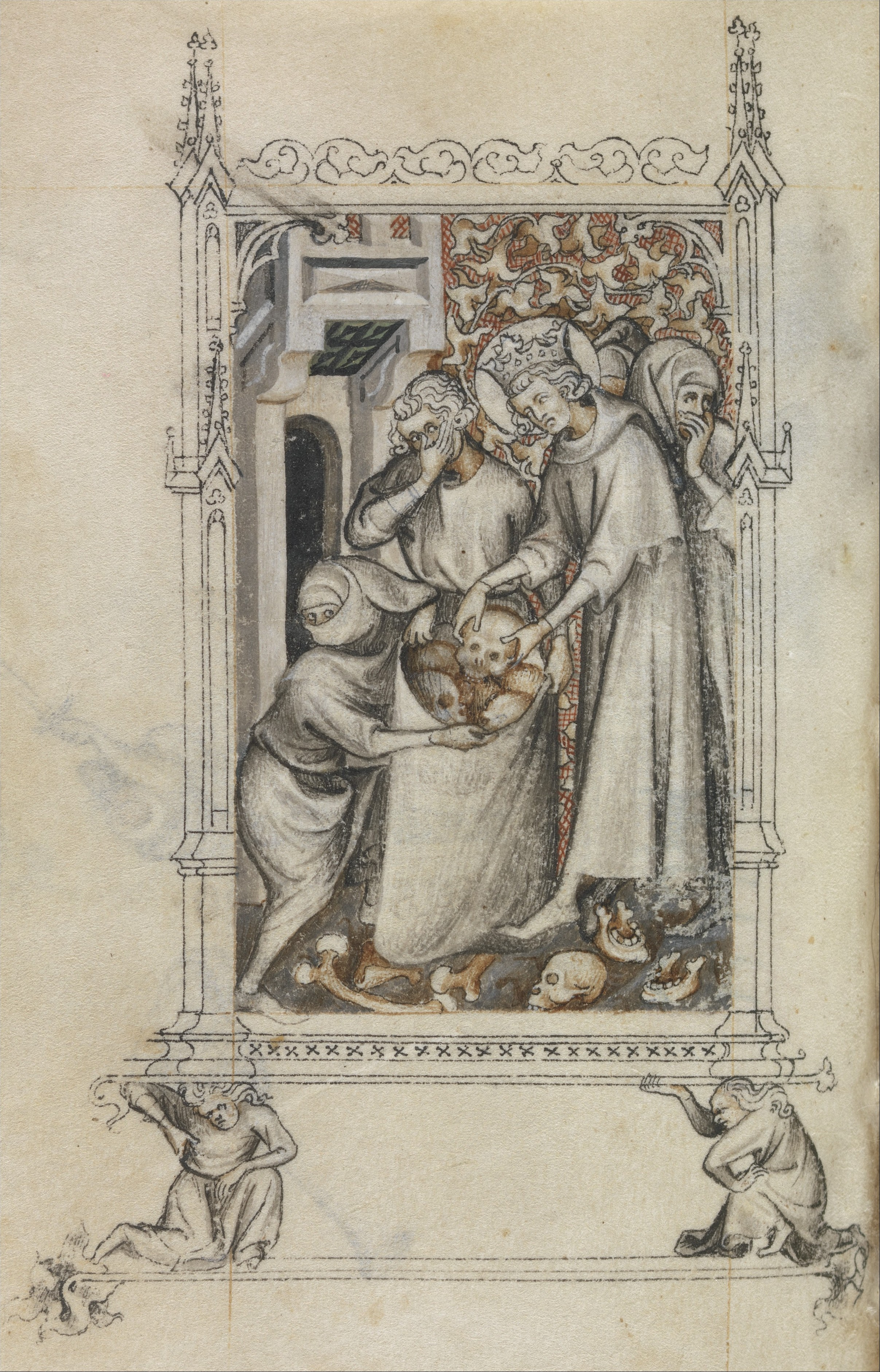
Escena de la vida de san Luis con leprosos
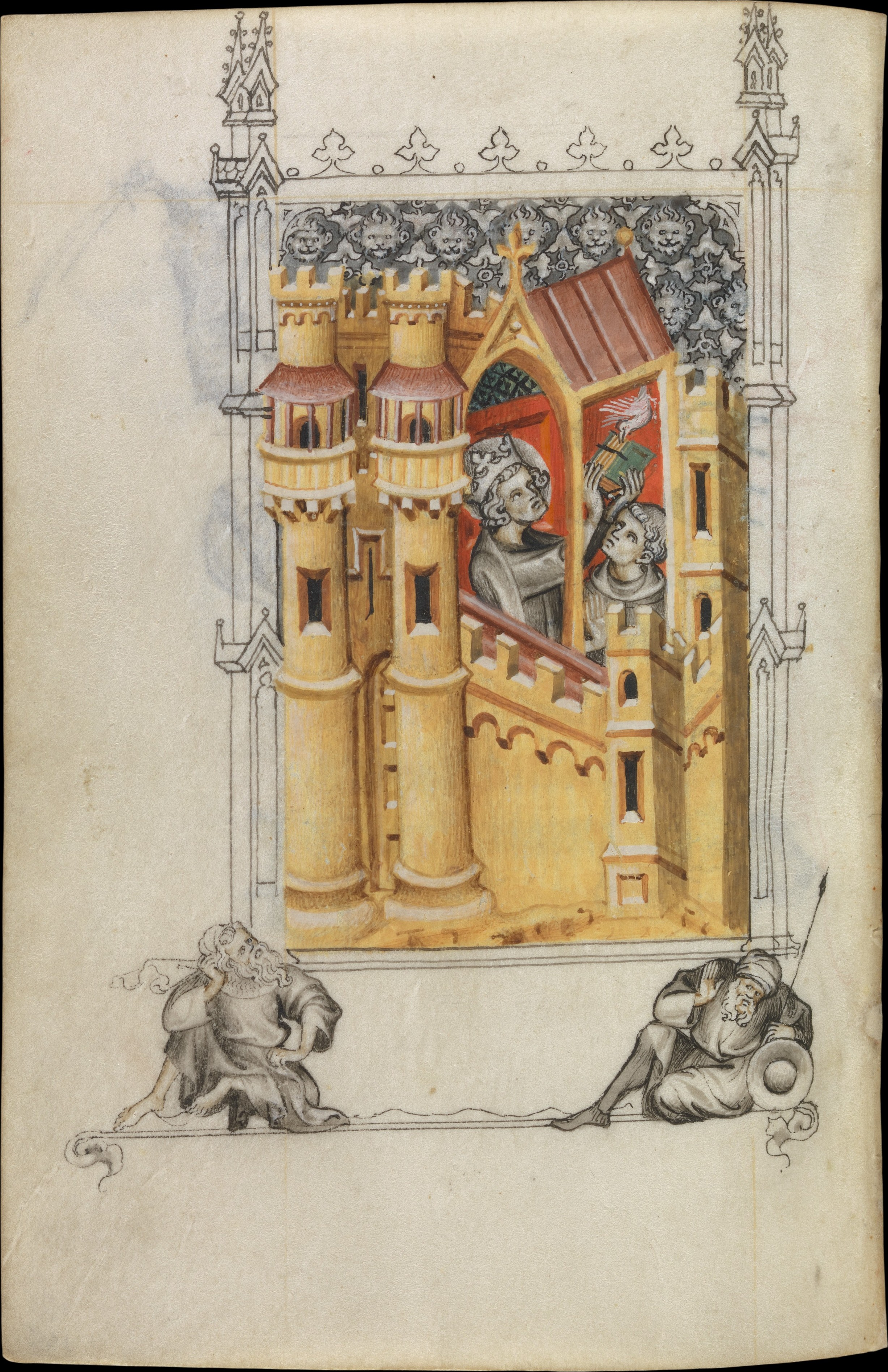
Escena de la vida de san Luis
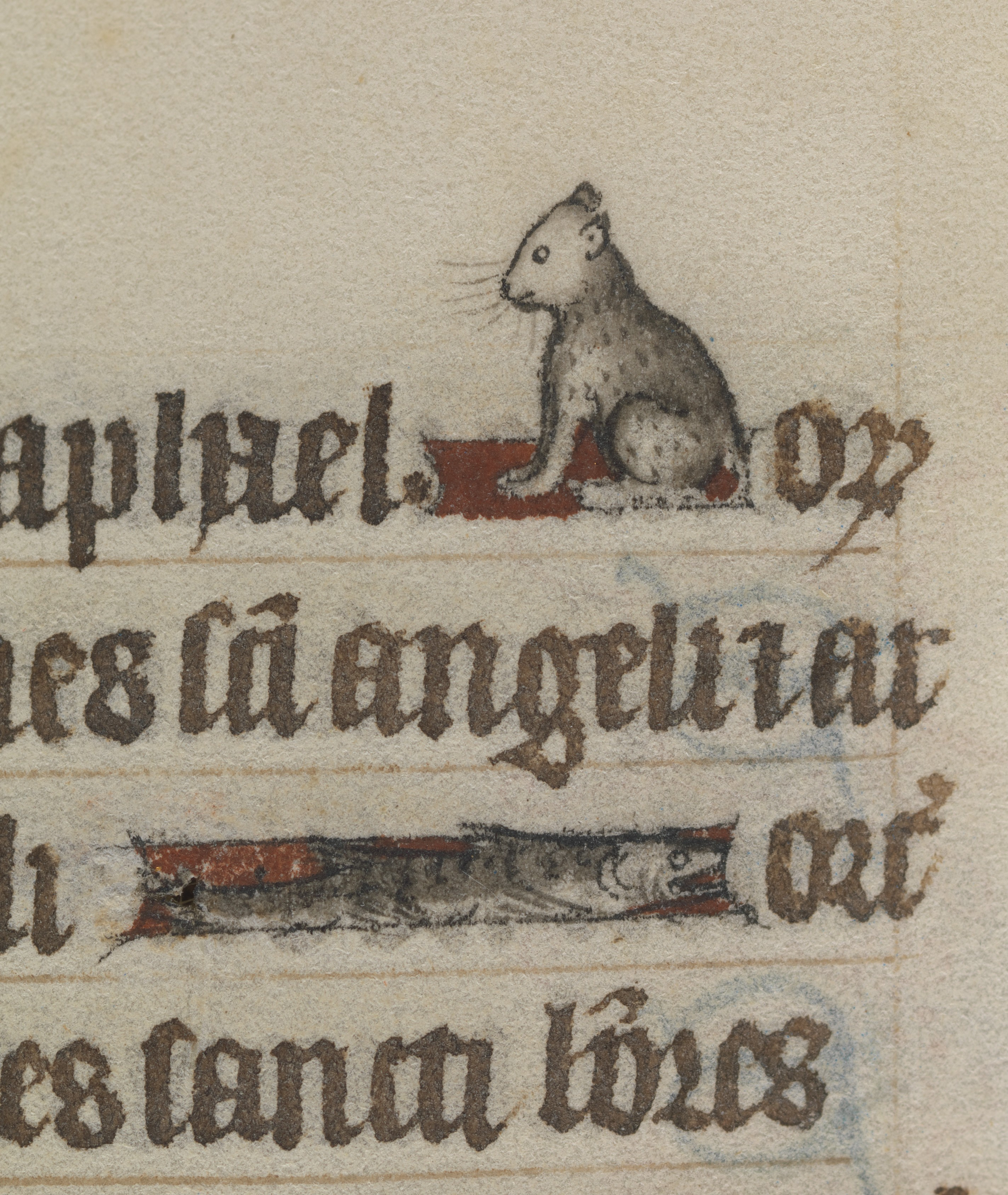
Detalle de un folio
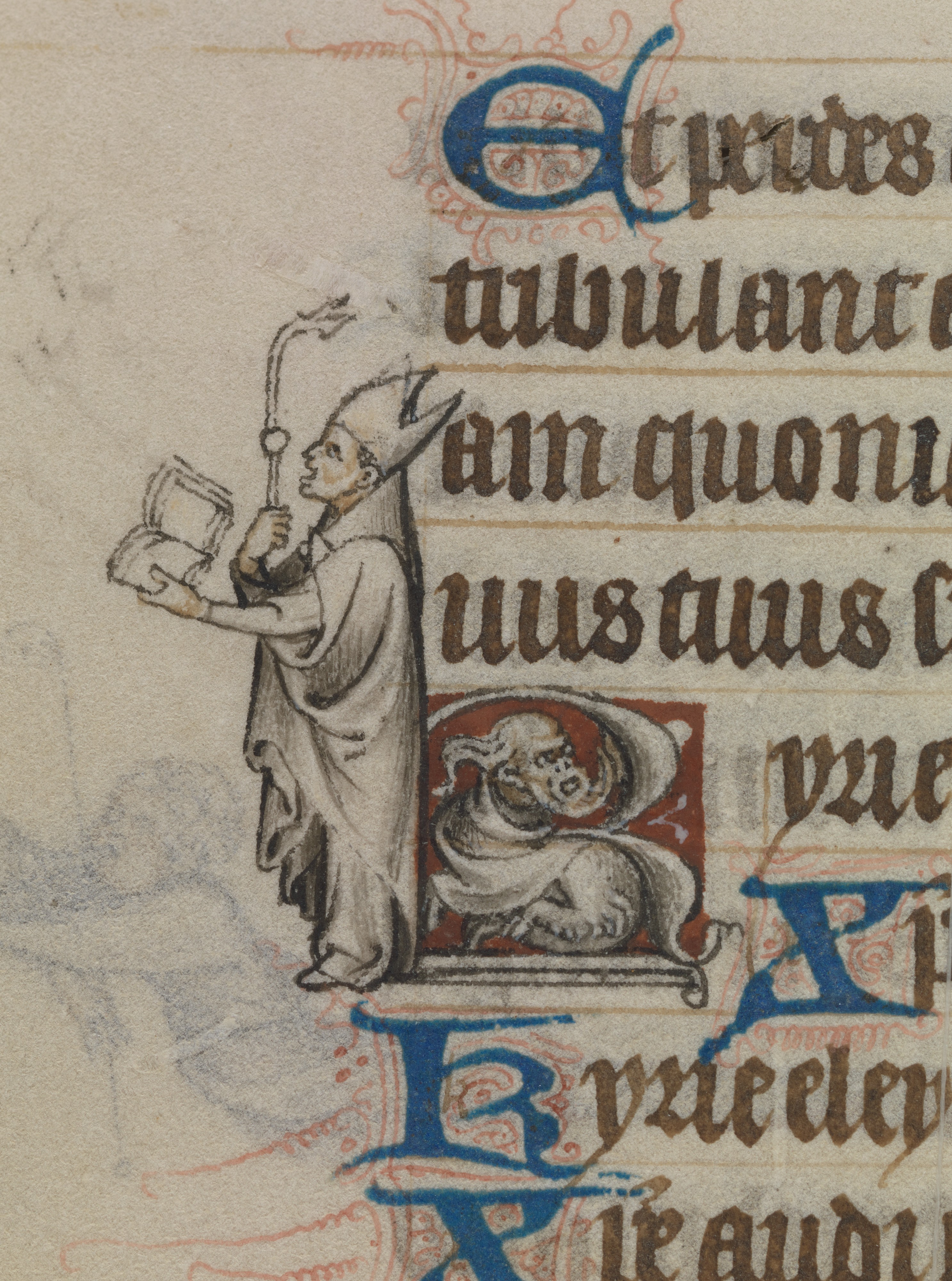
Detalle de un folio
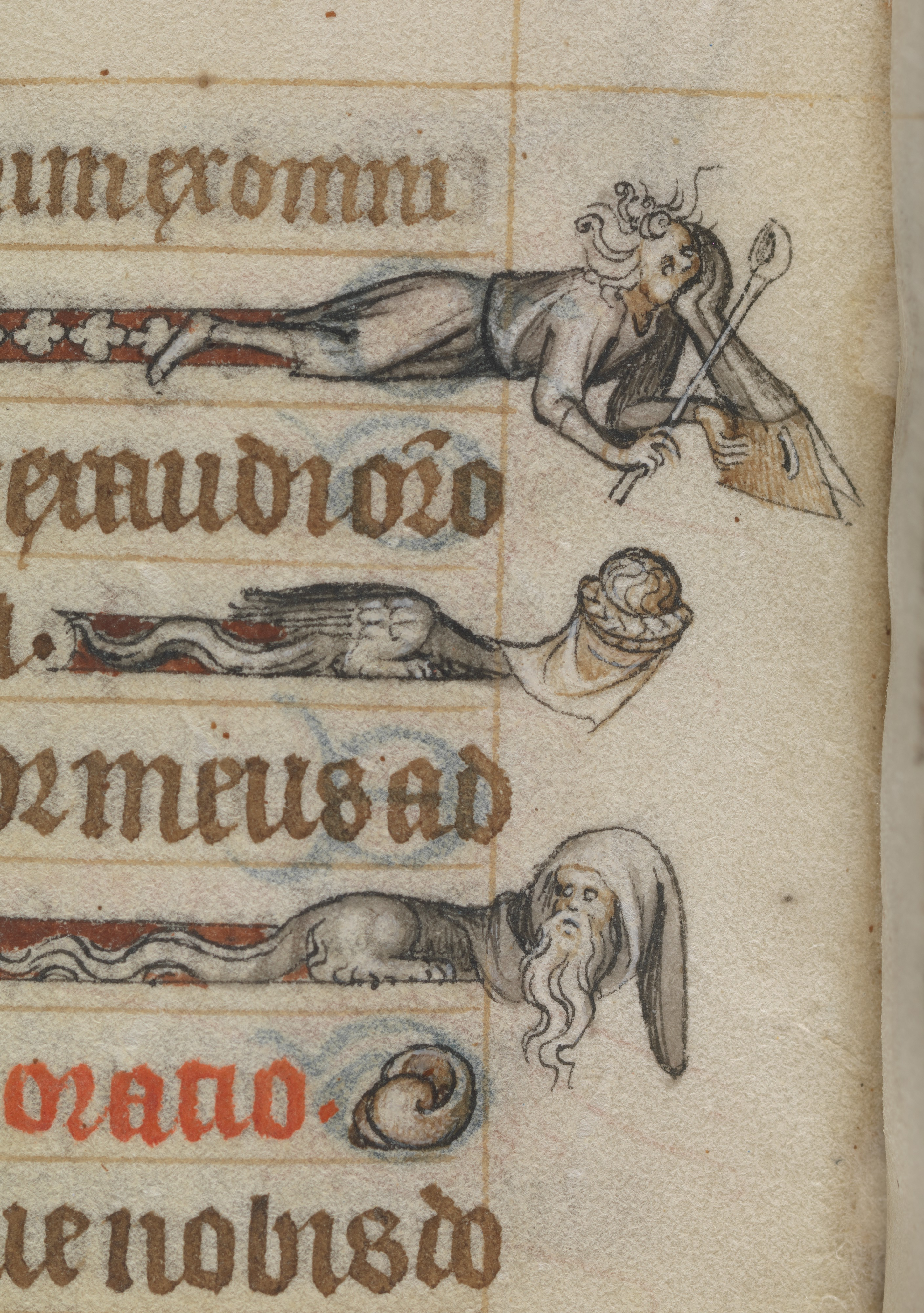
Detalle de un folio